# Opper-Silezisch voetbalkampioenschap 1924/25
In 1924/25 werd het veertiende Opper-Silezisch voetbalkampioenschap gespeeld, dat georganiseerd werd door de Zuidoost-Duitse voetbalbond.
Beuthener SuSV 09 werd kampioen en plaatste zich voor de Zuidoost-Duitse eindronde, waar de club vierde werd op zes clubs. Na dit seizoen werden de vijf groepen samengevoegd tot twee groepen. 

## A-Klasse

### Beuthen
| Plaats | Club                 | Wed. | W | G | V  | Saldo | Ptn   |
| ------ | -------------------- | ---- | - | - | -- | ----- | ----- |
| 1.     | Beuthener SuSV 09    | 10   | 9 | 0 | 1  | 43:5  | 18:2  |
| 2.     | FC Wacker Beuthen    | 10   | 9 | 0 | 1  | 19:11 | 18:2  |
| 3.     | VfB 1918 Beuthen     | 10   | 5 | 0 | 5  | 12:14 | 10:10 |
| 4.     | VfR 1920 Beuthen     | 10   | 4 | 0 | 6  | 14:17 | 8:12  |
| 5.     | Sportfreunde Roßberg | 10   | 3 | 0 | 7  | 10:20 | 6:14  |
| 6.     | SV Borsigwerk        | 10   | 0 | 0 | 10 | 9:40  | 0:20  |

|  | Play-off voor finaleronde en geplaatst voor Bezirksliga 1925/26 |
|  | Kwalificatie voor Bezirksliga 1925/26                           |
|  | Degradatie naar 1. Klasse 1925/26                               |

Play-off
|                 |                   |              |                   |         |
| 18 januari 1925 | Beuthener SuSV 09 | 1 – 0 (n.v.) | FC Wacker Beuthen | Beuthen |
| 18 januari 1925 |                   |              |                   | Beuthen |

#### Kwalificatieronde Bezirksliga
| Plaats | Club                 | Wed. | W | G | V | Saldo | Ptn |
| ------ | -------------------- | ---- | - | - | - | ----- | --- |
| 1.     | VfB 1918 Beuthen     | 2    | 2 | 0 | 0 | 3:1   | 4:0 |
| 2.     | Sportfreunde Roßberg | 2    | 1 | 0 | 1 | 5:4   | 2:2 |
| 3.     | VfR 1920 Beuthen     | 2    | 0 | 0 | 2 | 2:5   | 0:4 |

|  | Geplaatst voor Bezirksliga 1925/26 |
|  | Degradatie naar 1. Klasse 1925/26  |

### Gleiwitz

#### Ostkreis
| Plaats | Club                               | Wed. | W | G | V | Saldo | Ptn  |
| ------ | ---------------------------------- | ---- | - | - | - | ----- | ---- |
| 1.     | SC Vorwärts 1917 Gleiwitz          | 6    | 5 | 1 | 0 | 16:3  | 11:1 |
| 2.     | SC Preußen 1910 Zaborze            | 6    | 3 | 0 | 3 | 9:11  | 6:6  |
| 3.     | Vereinigte Gleiwitzer Sportfreunde | 6    | 2 | 1 | 3 | 9:12  | 5:7  |
| 4.     | RV 09 Gleiwitz                     | 6    | 1 | 0 | 5 | 4:12  | 2:10 |

|  | Play-off voor finaleronde en geplaatst voor Bezirksliga 1925/26 |
|  | Deelname kwalificatieronde voor de Bezirksliga 1925/26          |

#### Westkreis
| Plaats | Club                           | Wed. | W | G | V | Saldo | Ptn  |
| ------ | ------------------------------ | ---- | - | - | - | ----- | ---- |
| 1.     | VfB 1910 Gleiwitz              | 6    | 5 | 0 | 1 | 10:4  | 10:2 |
| 2.     | 1. FC Hindenburg               | 6    | 4 | 1 | 1 | 8:7   | 9:3  |
| 3.     | VfR 1919 Gleiwitz              | 6    | 1 | 2 | 3 | 4:8   | 4:8  |
| 4.     | SpVgg Deichsel 1919 Hindenburg | 6    | 0 | 1 | 5 | 0:3   | 1:11 |

|  | Play-off voor finaleronde en geplaatst voor Bezirksliga 1925/26 |
|  | Deelname kwalificatieronde voor de Bezirksliga 1925/26          |

Play-off
Heen
|                 |                           |       |                   |          |
| 9 november 1924 | SC Vorwärts 1917 Gleiwitz | 0 - 2 | VfB 1910 Gleiwitz | Gleiwitz |
| 9 november 1924 |                           |       |                   | Gleiwitz |

Terug
|                  |                   |       |                           |          |
| 16 november 1924 | VfB 1910 Gleiwitz | 3 - 2 | SC Vorwärts 1917 Gleiwitz | Gleiwitz |
| 16 november 1924 |                   |       |                           | Gleiwitz |

#### Kwalificatieronde
| Plaats | Club                               | Wed. | W | G | V | Saldo | Ptn   |
| ------ | ---------------------------------- | ---- | - | - | - | ----- | ----- |
| 1.     | SC Preußen Zaborze                 | 9    | 6 | 2 | 1 | 26:08 | 14:04 |
| 2.     | RV 09 Gleiwitz                     | 9    | 5 | 3 | 1 | 17:10 | 13:05 |
| 3.     | Vereinigte Gleiwitzer Sportfreunde | 9    | 4 | 2 | 3 | 10:11 | 10:08 |
| 4.     | SpVgg Deichsel Hindenburg          | 9    | 3 | 1 | 5 | 13:21 | 07:11 |
| 5.     | 1. FC Hindenburg                   | 10   | 2 | 2 | 6 | 13:20 | 06:14 |
| 6.     | VfR 1919 Gleiwitz                  | 10   | 3 | 0 | 7 | 06:15 | 06:00 |

|  | Geplaatst voor Bezirksliga 1925/26 |
|  | Degradatie naar 1. Klasse 1925/26  |

### Ratibor
| Plaats | Club                        | Wed. | W | G | V | Saldo | Ptn  |
| ------ | --------------------------- | ---- | - | - | - | ----- | ---- |
| 1.     | SV Preußen 06 Ratibor       | 8    | 4 | 3 | 1 | 15:7  | 11:5 |
| 2.     | SV 1919 Ostrog              | 8    | 5 | 0 | 3 | 17:13 | 10:6 |
| 3.     | Verein Coseler Sportfreunde | 8    | 3 | 2 | 3 | 19:14 | 8:8  |
| 4.     | SpVgg 03 Ratibor            | 8    | 3 | 2 | 3 | 13:14 | 8:8  |
| 5.     | Sportfreunde 1921 Ratibor   | 8    | 1 | 1 | 6 | 5:21  | 3:13 |

|  | Geplaatst voor finaleronde en Bezirksliga 1925/26 |
|  | Geplaatst voor Bezirksliga 1925/26                |
|  | Trok zich na dit seizoen terug uit de competitie  |
|  | Degradatie naar 1. Klasse 1925/26                 |

### Oppeln

#### Ostkreis
| Plaats | Club                          | Wed. | W | G | V | Saldo | Ptn  |
| ------ | ----------------------------- | ---- | - | - | - | ----- | ---- |
| 1.     | SpVgg 1911 Kreuzburg          | 5    | 5 | 0 | 0 | 13:2  | 10:0 |
| 2.     | VfB 1919 Groß Strehlitz       | 5    | 4 | 0 | 1 | 10:4  | 8:2  |
| 3.     | Sportfreunde Preußen Konstadt | 6    | 2 | 1 | 3 | 0:4   | 2:10 |
| 4.     | VfB Zawadzki                  | 6    | 1 | 0 | 5 | 1:14  | 2:10 |

|  | Finale Oppeln en geplaatst voor Bezirksliga 1925/26 |
|  | Kwalificatie voor Bezirksliga 1925/26               |
|  | Degradatie naar 1. Klasse 1925/26                   |

#### Westkreis
| Plaats | Club                              | Wed. | W | G | V | Saldo | Ptn  |
| ------ | --------------------------------- | ---- | - | - | - | ----- | ---- |
| 1.     | VfR Oppeln                        | 6    | 4 | 1 | 1 | 22:7  | 9:3  |
| 2.     | Verein Oppelner Sportfreunde 1919 | 6    | 4 | 1 | 1 | 12:5  | 9:3  |
| 3.     | SV Diana Oppeln                   | 6    | 1 | 2 | 3 | 9:18  | 4:8  |
| 4.     | SV 1912 Königlich Neudorf         | 6    | 1 | 0 | 5 | 4:17  | 2:10 |

|  | Play-off voor finale Oppeln en geplaatst voor Bezirksliga 1925/26 |
|  | Degradatie naar 1. Klasse 1925/26                                 |

Play-off
|                  |            |              |                                   |        |
| 14 december 1924 | VfR Oppeln | 0 - 2 (n.v.) | Verein Oppelner Sportfreunde 1919 | Oppeln |
| 14 december 1924 |            |              |                                   | Oppeln |

#### Play-off Oppeln
Heen
|                |                      |       |                                   |           |
| 4 januari 1925 | SpVgg 1911 Kreuzburg | 1 - 1 | Verein Oppelner Sportfreunde 1919 | Kreuzburg |
| 4 januari 1925 |                      |       |                                   | Kreuzburg |

Terug
|                 |                                   |       |                      |        |
| 11 januari 1925 | Verein Oppelner Sportfreunde 1919 | 2 - 1 | SpVgg 1911 Kreuzburg | Oppeln |
| 11 januari 1925 |                                   |       |                      | Oppeln |

### Neustadt

#### Ostkreis
| Plaats | Club                            | Wed. | W | G | V  | Saldo | Ptn   |
| ------ | ------------------------------- | ---- | - | - | -- | ----- | ----- |
| 1.     | SV Guts Muths Neustadt          | 8    | 8 | 0 | 0  | 19:4  | 16:0  |
| 2.     | SVgg Zülz                       | 9    | 7 | 0 | 2  | 20:12 | 14:4  |
| 3.     | VfR Neustadt                    | 7    | 6 | 0 | 1  | 12:3  | 12:2  |
| 4.     | SC Preußen Neustadt             | 10   | 5 | 0 | 5  | 9:7   | 10:10 |
| 5.     | Sportfreunde Deutsch-Rasselwitz | 10   | 5 | 0 | 5  | 2:15  | 10:10 |
| 6.     | SV Preußen 1920 Leobschütz      | 12   | 2 | 0 | 10 | 3:9   | 4:20  |
| 7.     | Oberglogauer Sportfreunde       | 12   | 1 | 0 | 11 | 5:20  | 2:22  |

FC Reiterregiment 11 Neustadt wijzigde de naam in SC Preußen Neustadt.
|  | Finale Neustadt en geplaatst voor Bezirksliga 1925/26 |
|  | Degradatie naar 1. Klasse 1925/26                     |

#### Westkreis
| Plaats | Club                     | Wed. | W | G | V | Saldo | Ptn  |
| ------ | ------------------------ | ---- | - | - | - | ----- | ---- |
| 1.     | SC Schlesien Neisse      | 6    | 6 | 0 | 0 | 13:6  | 12:0 |
| 2.     | Sportfreunde 1919 Neisse | 6    | 4 | 0 | 2 | 18:6  | 8:4  |
| 3.     | SV Bad Ziegenhals        | 6    | 2 | 0 | 4 | 6:19  | 4:8  |
| 4.     | SC Preußen 1922 Neisse   | 6    | 0 | 0 | 6 | 4:10  | 0:12 |

|  | Finale Neustadt en geplaatst voor Bezirksliga 1925/26 |
|  | Geplaatst voor Bezirksliga 1925/26                    |
|  | Degradatie naar 1. Klasse 1925/26                     |

#### Finale
Heen
|                 |                     |       |                        |        |
| 11 januari 1925 | SC Schlesien Neisse | 2 – 1 | SV Guts Muths Neustadt | Neisse |
| 11 januari 1925 |                     |       |                        | Neisse |

Terug
|                 |                        |       |                     |          |
| 18 januari 1925 | SV Guts Muths Neustadt | 2 – 2 | SC Schlesien Neisse | Neustadt |
| 18 januari 1925 |                        |       |                     | Neustadt |

## Finaleronde
| Plaats | Club                              | Wed. | W | G | V | Saldo | Ptn |
| ------ | --------------------------------- | ---- | - | - | - | ----- | --- |
| 1.     | Beuthener SuSV 09                 | 4    | 4 | 0 | 0 | 15:2  | 8:8 |
| 2.     | VfB 1910 Gleiwitz                 | 4    | 3 | 0 | 1 | 10:7  | 6:2 |
| 3.     | Verein Oppelner Sportfreunde 1919 | 4    | 2 | 0 | 2 | 12:7  | 4:4 |
| 4.     | SV Preußen 06 Ratibor             | 4    | 1 | 0 | 3 | 4:7   | 2:6 |
| 5.     | SC Schlesien Neisse               | 4    | 0 | 0 | 4 | 3:21  | 0:8 |

|  | Kampioen, geplaatst voor Zuidoost-Duitse eindronde |